# Ted Williams (annonceur)
Pour les articles homonymes, voir Williams et Ted Williams (homonymie).
Ted Williams, né le 22 septembre 1957 dans le quartier de Bedford-Stuyvesant dans l'arrondissement de Brooklyn à New York aux États-Unis, est un animateur sous voix off de nationalité américaine, qui vit actuellement dans la ville de Columbus dans l'État de l'Ohio.
Sans-abri durant dix ans, Williams est devenu célèbre lorsqu'une brève interview de lui, alors qu'il était encore SDF, fut postée sur YouTube, devenue ainsi rapidement un buzz médiatique au début de janvier 2011. Ted a été nommé « l'homme sans-abri avec La Voix d'Or » (en anglais : Homeless Man with the Golden Voice). La première mise en ligne  de la vidéo sur YouTube - elle a d'abord été postée sur le site du The Columbus Dispatch, le journal local - a été arrêtée à cause de violations de droits d'auteur, bien que de nombreuses copies de la vidéo existent encore dans différentes pages d'utilisateurs. La vidéo originelle a eu plus de 13 millions de vues dans les trois premiers jours avant qu'elle ne soit retirée.

## Biographie
Williams est né à Bedford-Stuyvesant, Brooklyn, New York, où il a également passé son enfance. D'après sa mère, son nom lui a été donné par son père en l'honneur du joueur de baseball du même nom, qui était le joueur favori de son père. Il a neuf enfants : sept filles, deux garçons. Williams a servi pendant trois ans dans l'armée américaine, et à la suite de son service, il a pris des cours de théâtre pour travailler sa voix. Son envie de devenir annonceur radio lui vient d'un voyage scolaire l'année de ses 14 ans, quand il a découvert qu'un annonceur qu'il avait déjà écouté ne ressemblait en rien à ce qu'il imaginait. Williams a déjà travaillé comme disc-jockey pour une radio. Il assurait des horaires de nuit sur WVKO (AM) à Columbus dans l'Ohio, où la radio jouait essentiellement de la musique soul. Williams a avoué qu'à partir de 1993, sa consommation de cocaïne, de crack et d'alcool a créé des problèmes pour sa carrière et a mené à sa situation de sans-abri. Il dit être "clean" et sobre depuis le milieu de l'année 2008.
Une vidéo a été enregistrée à Columbus dans l'Ohio, près de la route Hedson de l'autoroute 71 (40° 00′ 54″ N, 82° 59′ 42″ O), et postée ensuite sur le site web du Columbus Dispatch le 3 janvier 2011 par Doral Chenoweth, une personne travaillant pour le journal,. L'extrait fut ensuite intégré sur l'hébergeur de vidéos Youtube par un utilisateur connu sous le pseudo de Ritchey ; en moins d'un jour, la vidéo a été vue un million de fois, chose qui a permis à l'histoire de Williams d'être rapidement relayée par différents sites d'information. Par ce biais, Williams s'est vu proposer des dons d'argent, de vêtements ou encore des offres d'emploi. Le 5 février 2011, Williams apparaît dans l'émission Dave and Jimmy show sur WNCI puis il est interviewé par le The Early Show sur CBS News, rasé de près et mieux coiffé que sur la vidéo qui l'a fait connaître. Une nouvelle interview se présente, de la part de Today le 6 janvier, en voix off principale, révélant par la même occasion qu'il était sur le point de réaliser des reprises pour une interview pour Kraft Foods.
Le 5 janvier 2011, Williams a tenté de se rendre à New York en avion pour retrouver sa mère, âgée de 90 ans. Cependant, à cause de l'absence de pièce d'identité valable, on lui a refusé l'accès à l'embarquement. Il put cependant, grâce à ses interventions dans les émissions Today et The Early Show, revoir sa mère le lendemain. Le 5 janvier toujours, l'équipe de basketball des Cavaliers de Cleveland, franchise de la NBA, lui a offert un travail et une maison. L'appel d'offre pour Williams indiquait avoir besoin d'une personne en guise de commentateur pour un ou plusieurs matchs, ce à quoi Williams a répondu « C'est une super affaire ! » (en anglais : « That’s the best deal ever! »).
Deux jours après, le 7 janvier, Williams fut officiellement engagé par le MSNBC. Williams était aussi la voix off de la nouvelle campagne publicitaire du Kraft Foods à la télévision, pendant le 2011 Kraft Fight Hunger Bowl sur ESPN.
En 2015, il annonce sa candidature en tant que candidat indépendant à l'élection présidentielle de 2016.

## Voix off
- Today, 6 janvier 2011 - (diriger)[12] ;
- Late Night with Jimmy Fallon, 6 janvier 2011[19] ;
- The Rachel Maddow Show, 6 janvier 2011[20] ;
- MSNBC's "Lean Forward" campaign, 6 janvier 2011.